# Augustyn Eckmann
Augustyn Antoni Eckmann (ur. 25 maja 1941 w Ostrowitem) – polski duchowny katolicki, kapłan diecezji pelplińskiej, teolog, znawca antyku chrześcijańskiego, profesor nauk humanistycznych, profesor zwyczajny Katolickiego Uniwersytetu Lubelskiego Jana Pawła II, specjalista w zakresie Biblii, historii kultury i literatury wczesnochrześcijańskiej, prezes Towarzystwa Naukowego Katolickiego Uniwersytetu Lubelskiego Jana Pawła II.

## Życiorys
Odbył naukę w Niższym Seminarium Duchownym Leoninum w Wejherowie, następnie w Collegium Marianum w Pelplinie. Wstąpił do Wyższego Seminarium Duchownego w Pelplinie. W 1965 przyjął święcenia kapłańskie z rąk bp. Kazimierza Kowalskiego, a następnie przez 6 lat pełnił posługę parafialną. Podjął studia w Sekcji Filologii Klasycznej Wydziału Nauk Humanistycznych KUL oraz w Szkole Biblijnej Wydziału Teologii KUL. Uzyskał tytuł magistra nauk biblijnych i licencjata teologii oraz w 1976 magistra filologii klasycznej. W 1978 otrzymał stopień doktora teologii w zakresie nauk biblijnych, a w 1987 stopień doktora habilitowanego nauk teologicznych w zakresie literatury starochrześcijańskiej. Stanowisko profesora nadzwyczajnego objął w 1992, w 1994 został kierownikiem nowo utworzonej Katedry Literatury Wczesnochrześcijańskiej w Sekcji Filologii Klasycznej. W 1999 uzyskał tytuł naukowy profesora nauk humanistycznych.
Został profesorem zwyczajnym w Instytucie Filologii Klasycznej Wydziału Nauk Humanistycznych KUL i dyrektorem tego instytutu. Objął stanowisko prezesa Towarzystwa Naukowego Katolickiego Uniwersytetu Lubelskiego Jana Pawła II.
Opublikował m.in. „Dialog świętego Augustyna ze światem pogańskim w świetle jego korespondencji” (rozprawa habilitacyjna), „Symbol Apostolski w pismach świętego Augustyna” oraz „Przebóstwienie człowieka w pismach wczesnochrześcijańskich”.
Został kapelanem honorowym Jego Świątobliwości i kanonikiem honorowym Kapituły Katedralnej Pelplińskiej.